# Distrito electoral de Petersburg West n.º 16
Petersburg West No. 16 (en inglés: Petersburg West No. 16 Precinct) es un distrito electoral ubicado en el condado de Menard en el estado estadounidense de Illinois. En el Censo de 2010 tenía una población de 676 habitantes y una densidad poblacional de 1.115,41 personas por km².

## Geografía
Según la Oficina del Censo de los Estados Unidos, Petersburg West No. 16 tiene una superficie total de 0.61 km², de la cual 0.61 km² corresponden a tierra firme y (0%) 0 km² es agua.

## Demografía
Según el censo de 2010, había 676 personas residiendo en Petersburg West No. 16. La densidad de población era de 1.115,41 hab./km². De los 676 habitantes, Petersburg West No. 16 estaba compuesto por el 97.19% blancos, el 0.59% eran afroamericanos, el 0.74% eran amerindios, el 0.3% eran asiáticos, el 0% eran isleños del Pacífico, el 0.3% eran de otras razas y el 0.89% pertenecían a dos o más razas. Del total de la población el 1.04% eran hispanos o latinos de cualquier raza.